# Samsung i7500 Galaxy
Samsung i7500 Galaxy – smartfon produkcji firmy Samsung. Ważnymi funkcjami w telefonie są: GPS (z anteną wewnętrzną), WiFi i moduł łączności HSPA. W telefonie zastosowano pojemnościowy ekran dotykowy AMOLED o rozdzielczości 320x480 pikseli. Telefon posiada złącze USB, za pośrednictwem którego możliwe jest połączenie z komputerem. Samsung i7500 Galaxy wspiera sprzętowo formaty audio takie jak: MP3, AAC, AAC+, AAC-LC, MIDI, AMR-NB, WAV, WMA, OGG. Telefon obsługuje pliki wideo w formatach MP4 i 3GP. Pamięć masową aparatu można rozszerzyć o maksymalnie 32 GB dzięki wbudowanemu czytnikowi kart w formacie MicroSD. Samsung i7500 ma możliwość podłączenia słuchawek za pośrednictwem 3,5 mm gniazda typu jack.